# Rastodens electra
Rastodens electra är en snäckart som först beskrevs av Oliver 1915.  Rastodens electra ingår i släktet Rastodens och familjen Rastodentidae. Inga underarter finns listade i Catalogue of Life.